# بلدية ألتا فلوريستا
بلدية ألتا فلوريستا هي بلدية في البرازيل، تتبع ماتو غروسو، بلغ عدد سكانها 50٬189  نسمة، في 2017، تبلغ مساحتها 8٬947٫069 كيلومتر مربع.

## مدن توأم
المدن التوأم:
- ساو باولو.